# Ago Künnap
Ago Künnap(1941. július 23. – ) észt nyelvész , uralisztikus.

## Életrajz
1948 és 1959 között a tallinni 10. Gimnáziumban (észtül: Tallinna 10. Keskkoolis, ma: Tallinna Nõmme Gimnázium észtül: Tallinna Nõmme Gümnaasium) tanult. 1965-ben diplomázott a Tartui Egyetemen cum laude minősítéssel.

## Fordítás
- Ez a szócikk részben vagy egészben  az   Ago Künnap című észt Wikipédia-szócikk ezen változatának fordításán alapul.  Az eredeti cikk szerkesztőit annak laptörténete sorolja fel. Ez a jelzés csupán a megfogalmazás eredetét és a szerzői jogokat jelzi, nem szolgál a cikkben szereplő információk forrásmegjelöléseként.